# جو اسلوسارسکی
جو اسلوسارسکی (انگلیسی: Joe Slusarski؛ زادهٔ ۱۹ دسامبر ۱۹۶۶) بازیکن بیس‌بال اهل ایالات متحده آمریکا بود.
وی در مسابقات کشوری و بین‌المللی در مجموع برندهٔ ۱ مدال طلا، ۲ مدال نقره شده‌است.